# Theridion
Theridion is een geslacht van spinnen uit de familie van de kogelspinnen (Theridiidae). Soorten van dit geslacht zijn te vinden op bijna alle landoppervlakken. Ze jagen op kleine insecten zoals bladvlooien en kleine tweevleugeligen. De Theridion nigroannulatum is een van de soorten spinnen die in groepen leven en jagen.

## Europese soorten
- Theridion asopi – kierkogelspin
- Theridion blackwalli – stalkogelspin
- Theridion familiare – rechthoekkogelspin
- Theridion impressum – grote wigwamspin
- Theridion melanurum – huiskogelspin
- Theridion mystaceum – donkere kogelspin
- Theridion pallens – kleine boskogelspin
- Theridion pictum – rood visgraatje
- Theridion pinastri – dennenkogelspin
- Theridion sisyphium – kleine wigwamspin
- Theridion uhligi – Uhligs kogelspin
- Theridion varians – gewoon visgraatje

## Soorten
Deze lijst is mogelijk niet compleet.
- T. abruptum Simon, 1884
- T. accoense Levy, 1985
- T. acutitarse Simon, 1900
- T. adjacens (O. P.-Cambridge, 1896)
- T. adrianopoli Drensky, 1915
- T. aeolium Levi, 1963
- T. agrarium Levi, 1963
- T. agreste Nicolet, 1849
- T. agrifoliae Levi, 1957
- T. akme Levi, 1959
- T. akron Levi, 1959
- T. albidorsum Strand, 1909
- T. albidum Banks, 1895
- T. albioculum Zhu, 1998
- T. albipes L. Koch, 1878
- T. albocinctum Urquhart, 1892
- T. albodecoratum Rainbow, 1916
- T. albolineatum Nicolet, 1849
- T. albolineolatum Caporiacco, 1940
- T. albomaculosum O. P.-Cambridge, 1869
- T. albopictum Thorell, 1898
- T. albostriatum (L. Koch, 1867)
- T. albulum O. P.-Cambridge, 1898
- T. altum Levi, 1963
- T. amarga Levi, 1967
- T. amatitlan Levi, 1963
- T. ambiguum Nicolet, 1849
- T. ampascachi Mello-Leitão, 1941
- T. ampliatum Urquhart, 1892
- T. angusticeps Caporiacco, 1949
- T. angustifrons Caporiacco, 1934
- T. anson Levi, 1967
- T. antillanum Simon, 1894
- T. antron Levi, 1963
- T. apiculatum Roewer, 1942
- T. aporum Levi, 1963
- T. apostoli  Mello-Leitão, 1945
- T. apulco Levi, 1959
- T. aragua Levi, 1963
- T. archeri Levi, 1959
- T. argentatulum Roewer, 1942
- T. arizonense Levi, 1957
- T. artum Levi, 1959
- T. aruanum Strand, 1911
- T. arushae Caporiacco, 1947
- T. asbolodes Rainbow, 1917
- T. asopi Vanuytven, 2014 – kierkogelspin
- T. astrigerum Thorell, 1895
- T. atratum Thorell, 1877
- T. attritum (Simon, 1908)
- T. auberti Simon, 1904
- T. aulos Levi, 1963
- T. australe Banks, 1899
- T. baccula Thorell, 1887
- T. baltasarense Levi, 1963
- T. banksi Berland, 1920
- T. barbarae Levi, 1959
- T. beebei Levi, 1963
- T. bellatulum Levi, 1963
- T. bergi Levi, 1963
- T. berlandi Roewer, 1942
- T. betteni Wiehle, 1960
- T. bicruciatum Roewer, 1961
- T. bidepressum Yin, Peng & Zhang, 2005
- T. biezankoi Levi, 1963
- T. biforaminum Gao & Zhu, 1993
- T. biolleyi Banks, 1909
- T. biseriatum Thorell, 1890
- T. bitakum Barrion & Litsinger, 1995
- T. blackwalli (O. P.-Cambridge, 1871) – stalkogelspin
- T. blaisei Simon, 1909
- T. boesenbergi Strand, 1904
- T. bolivari Levi, 1959
- T. bolum Levi, 1963
- T. bomae Schmidt, 1957
- T. botanicum Levi, 1963
- T. brachypus Thorell, 1887
- T. bradyanum Strand, 1907
- T. brunellii Caporiacco, 1940
- T. brunneonigrum Caporiacco, 1949
- T. bryantae Roewer, 1951
- T. bullatum Tullgren, 1910
- T. buxtoni Berland, 1929
- T. calcynatum Holmberg, 1876
- T. californicum Banks, 1904
- T. caliginosum Marples, 1955
- T. cameronense Levi, 1957
- T. campestratum Simon, 1900
- T. caplandense Strand, 1907
- T. carinatum Yin, Peng & Zhang, 2005
- T. carpathium Brignoli, 1984
- T. cassinicola Simon, 1907
- T. castaneum Franganillo, 1931
- T. catharina Marples, 1955
- T. cavipalpe (F.O. P.-Cambridge, 1902)
- T. cazieri Levi, 1959
- T. centrum Levi, 1959
- T. ceylonicus Dunlop & Jekel, 2009
- T. cinctipes Banks, 1898
- T. cinereum Thorell, 1875
- T. circumtextum Simon, 1907
- T. climacode Thorell, 1898
- T. clivalum Zhu, 1998
- T. cloxum Roberts, 1983
- T. clypeatellum Tullgren, 1910
- T. cocosense Strand, 1906
- T. cochise Levi, 1963
- T. cochrum Levi, 1963
- T. coenosum Thorell, 1887
- T. cohni Levi, 1963
- T. coldeniae Baert & Maelfait, 1986
- T. comstocki Berland, 1920
- T. confusum O. P.-Cambridge, 1885
- T. contreras Levi, 1959
- T. convexellum Roewer, 1942
- T. convexisternum Caporiacco, 1949
- T. corcyraeum Brignoli, 1984
- T. costaricaense Levi, 1963
- T. cowlesae Levi, 1957
- T. coyoacan Levi, 1959
- T. cruciferum Urquhart, 1886
- T. crucum Levi, 1959
- T. cuspulatum Schmidt & Krause, 1998
- T. cuyutlan Levi, 1963
- T. cynicum Gertsch & Mulaik, 1936
- T. chacoense Levi, 1963
- T. chakinuense Wunderlich, 1995
- T. chamberlini Caporiacco, 1949
- T. charitonowi Caporiacco, 1949
- T. cheimatos Gertsch & Archer, 1942
- T. cheni Zhu, 1998
- T. chihuahua Levi, 1959
- T. chiriqui Levi, 1959
- T. chonetum Zhu, 1998
- T. choroni Levi, 1963
- T. dafnense Levy & Amitai, 1982
- T. darolense Strand, 1906
- T. davisorum Levi, 1959
- T. dayongense Zhu, 1998
- T. decemmaculatum Thorell, 1890
- T. decemperlatum (Simon, 1889)
- T. dedux O. P.-Cambridge, 1904
- T. delicatum O. P.-Cambridge, 1904
- T. derhami Simon, 1895
- T. desertum A.V. Ponomarev, 2008
- T. diadematum Chrysanthus, 1963
- T. dianiphum Rainbow, 1916
- T. differens Emerton, 1882
- T. dilucidum Simon, 1897
- T. dilutum Levi, 1957
- T. dividuum Gertsch & Archer, 1942
- T. dominica Levi, 1963
- T. dreisbachi Levi, 1959
- T. dubium Bradley, 1877
- T. dukouense Zhu, 1998
- T. dulcineum Gertsch & Archer, 1942
- T. durbanicum Lawrence, 1947
- T. ecuadorense Levi, 1963
- T. egyptium Fawzy & El Erksousy, 2002
- T. electum (O. P.-Cambridge, 1896)
- T. elegantissimum Roewer, 1942
- T. elevatum Thorell, 1881
- T. elimatum L. Koch, 1882
- T. elisabethae Roewer, 1951
- T. elli Sedgwick, 1973
- T. ellicottense Dobyns & Bond, 1996
- T. emertoni Berland, 1920
- T. epiense Berland, 1938
- T. eremum Levi, 1963
- T. eugeni Roewer, 1942
- T. evexum Keyserling, 1884
- T. excavatum F.O. P.-Cambridge, 1902
- T. exlineae Levi, 1963
- T. expallidatum O. P.-Cambridge, 1885
- T. familiare O. P.-Cambridge, 1871 – rechthoekkogelspin
- T. fastosum Keyserling, 1884
- T. fatuhivaense Berland, 1933
- T. femorale Thorell, 1881
- T. femoratissimum Caporiacco, 1949
- T. fernandense Simon, 1907
- T. filum Levi, 1963
- T. flabelliferum Urquhart, 1887
- T. flavonotatum Becker, 1879
- T. flavoornatum Thorell, 1898
- T. fornicatum Simon, 1884
- T. frio Levi, 1959
- T. frizzellorum Levi, 1963
- T. frondeum Hentz, 1850
- T. fruticum Simon, 1890
- T. fungosum Keyserling, 1886
- T. furfuraceum Simon, 1914
- T. fuscodecoratum Rainbow, 1916
- T. fuscomaculatum Rainbow, 1916
- T. fuscum Franganillo, 1930
- T. gabardi Simon, 1895
- T. galerum Levi, 1959
- T. gekkonicum Levy & Amitai, 1982
- T. geminipunctum Chamberlin, 1924
- T. genistae Simon, 1873
- T. gertschi Levi, 1959
- T. gibbum Rainbow, 1916
- T. gigantipes Keyserling, 1890
- T. giraulti Rainbow, 1916
- T. glaciale Caporiacco, 1934
- T. glaucescens Becker, 1879
- T. glaucinum Simon, 1881
- T. goodnightorum Levi, 1957
- T. gracilipes Urquhart, 1889
- T. grallator Simon, 1900
- T. gramineum Zhu, 1998
- T. grammatophorum Simon, 1909
- T. grancanariense Wunderlich, 1987
- T. grandiosum Levi, 1963
- T. grecia Levi, 1959
- T. gyirongense Hu & Li, 1987
- T. hainenense Zhu, 1998
- T. haleakalense Simon, 1900
- T. hannoniae Denis, 1944 – rotskogelspin
- T. hartmeyeri Simon, 1908
- T. hassleri Levi, 1963
- T. hebridisianum Berland, 1938
- T. helophorum Thorell, 1895
- T. hemerobium Simon, 1914 – rietkogelspin
- T. hermonense Levy, 1991
- T. hewitti Caporiacco, 1949
- T. hidalgo Levi, 1957
- T. hierichonticum Levy & Amitai, 1982
- T. hispidum O. P.-Cambridge, 1898
- T. histrionicum Thorell, 1875
- T. hondurense Levi, 1959
- T. hopkinsi Berland, 1929
- T. hotanense Zhu & Zhou, 1993
- T. huanuco Levi, 1963
- T. hufengensis Tang, Yin & Peng, 2005
- T. hui Zhu, 1998
- T. humboldti Levi, 1967
- T. hummeli Schenkel, 1936
- T. idiotypum Rainbow, 1917
- T. illecebrosum Simon, 1886
- T. impegrum Keyserling, 1886
- T. impressithorax Simon, 1895
- T. impressum L. Koch, 1881 – grote wigwamspin
- T. incanescens Simon, 1890
- T. incertissimum (Caporiacco, 1954)
- T. incertum O. P.-Cambridge, 1885
- T. incomtum (O. P.-Cambridge, 1896)
- T. inconspicuum Thorell, 1898
- T. indicum Tikader, 1977
- T. innocuum Thorell, 1875
- T. inquinatum Thorell, 1878
- T. insignitarse Simon, 1907
- T. intritum (Bishop & Crosby, 1926)
- T. iramon Levi, 1963
- T. ischagosum Barrion & Litsinger, 1995
- T. isorium Levi, 1963
- T. istokpoga Levi, 1957
- T. italiense Wunderlich, 1995
- T. jordanense Levy & Amitai, 1982
- T. kambalum Barrion & Litsinger, 1995
- T. karamayense Zhu, 1998
- T. kauaiense Simon, 1900
- T. kawea Levi, 1957
- T. kibonotense Tullgren, 1910
- T. kiliani Müller & Heimer, 1990
- T. kobrooricum Strand, 1911
- T. kochi Roewer, 1942
- T. kollari Doleschall, 1852
- T. kraepelini Simon, 1905
- T. kraussi Marples, 1957
- T. lacticolor Berland, 1920
- T. laevigatum Blackwall, 1870
- T. lago Levi, 1963
- T. lamperti Strand, 1906
- T. lanceatum Zhang & Zhu, 2007
- T. lapidicola Kulczynski, 1887
- T. latisternum Caporiacco, 1934
- T. lawrencei Gertsch & Archer, 1942
- T. leechi Gertsch & Archer, 1942
- T. leguiai Chamberlin, 1916
- T. lenzianum Strand, 1907
- T. leones Levi, 1959
- T. leucophaeum Simon, 1905
- T. leve Blackwall, 1877
- T. leviorum Gertsch & Riechert, 1976
- T. liaoyuanense (Zhu & Yu, 1982)
- T. limatum Tullgren, 1910
- T. limitatum L. Koch, 1872
- T. linaresense Levi, 1963
- T. linzhiense Hu, 2001

- T. lomirae Roewer, 1938
- T. longicrure Marples, 1956
- T. longihirsutum Strand, 1907
- T. longipalpum Zhu, 1998
- T. longipedatum Roewer, 1942
- T. longipili Seo, 2004
- T. ludekingi Thorell, 1890
- T. ludius Simon, 1880
- T. lumabani Barrion & Litsinger, 1995
- T. luteitarse Schmidt & Krause, 1995
- T. llano Levi, 1957
- T. macei Simon, 1895
- T. macropora Tang, Yin & Peng, 2006
- T. macuchi Levi, 1963
- T. maculiferum Roewer, 1942
- T. machu Levi, 1963
- T. magdalenense Müller & Heimer, 1990
- T. maindroni Simon, 1905
- T. makotoi Yoshida, 2009
- T. manjithar Tikader, 1970
- T. manonoense Marples, 1955
- T. maranum Levi, 1963
- T. maron Levi, 1963
- T. martini Levi, 1959
- T. mataafa Marples, 1955
- T. mauense Caporiacco, 1949
- T. mauiense Simon, 1900
- T. mehlum Roberts, 1983
- T. melanoplax Schmidt & Krause, 1996
- T. melanoprorum Thorell, 1895
- T. melanosternon  Mello-Leitão, 1947
- T. melanostictum O. P.-Cambridge, 1876
- T. melanurum Hahn, 1831 – huiskogelspin
- T. melinum Simon, 1900
- T. mendozae Berland, 1933
- T. meneghettii Caporiacco, 1949
- T. metabolum Chamberlin & Ivie, 1936
- T. metator Simon, 1907
- T. michelbacheri Levi, 1957
- T. micheneri Levi, 1963
- T. minutissimum Keyserling, 1884
- T. minutulum Thorell, 1895
- T. miserum Thorell, 1898
- T. modestum (Simon, 1894)
- T. molliculum Thorell, 1899
- T. mollissimum L. Koch, 1872
- T. monzonense Levi, 1963
- T. mortuale Simon, 1908
- T. morulum O. P.-Cambridge, 1898
- T. murarium Emerton, 1882
- T. musivivoides Schmidt & Krause, 1995
- T. musivivum Schmidt, 1956
- T. musivum Simon, 1873
- T. myersi Levi, 1957
- T. mystaceum L. Koch, 1870 – donkere kogelspin
- T. mysteriosum Schmidt, 1971
- T. nadleri Levi, 1959
- T. nagorum Roberts, 1983
- T. nasinotum Caporiacco, 1949
- T. nasutum Wunderlich, 1995
- T. necijaense Barrion & Litsinger, 1995
- T. negebense Levy & Amitai, 1982
- T. neomexicanum Banks, 1901
- T. neshamini Levi, 1957
- T. nesticum Levi, 1963
- T. nigriceps Keyserling, 1891
- T. nigroannulatum Keyserling, 1884
- T. nigroplagiatum Caporiacco, 1949
- T. nigropunctulatum Thorell, 1898
- T. nigrosacculatum Tullgren, 1910
- T. nilgherinum Simon, 1905
- T. niphocosmum Rainbow, 1916
- T. niveopunctatum Thorell, 1898
- T. niveum O. P.-Cambridge, 1898
- T. nivosum Rainbow, 1916
- T. nodiferum Simon, 1895
- T. nojimai Yoshida, 1999
- T. nudum Levi, 1959
- T. oatesi Thorell, 1895
- T. obscuratum Zhu, 1998
- T. octoferum Strand, 1909
- T. ochreolum Levy & Amitai, 1982
- T. odoratum Zhu, 1998
- T. olaup Levi, 1963
- T. omiltemi Levi, 1959
- T. onticolum Levi, 1963
- T. opolon Levi, 1963
- T. opuntia Levi, 1963
- T. orgea (Levi, 1967)
- T. orlando (Archer, 1950)
- T. osprum Levi, 1963
- T. oswaldocruzi Levi, 1963
- T. otsospotum Barrion & Litsinger, 1995
- T. palanum Roberts, 1983
- T. palgongense Paik, 1996
- T. palmgreni Marusik & Tsellarius, 1986
- T. pallasi A. V. Ponomarev, 2007
- T. pallidulum Roewer, 1942
- T. pandani Simon, 1895
- T. panganii Caporiacco, 1947
- T. paraense Levi, 1963
- T. parvulum Blackwall, 1870
- T. parvum Keyserling, 1884
- T. patrizii Caporiacco, 1933
- T. pelaezi Levi, 1963
- T. pennsylvanicum Emerton, 1913
- T. perkinsi Simon, 1900
- T. pernambucum Levi, 1963
- T. perpusillum Simon, 1885
- T. petraeum L. Koch, 1872
- T. petrunkevitchi Berland, 1920
- T. phaeostomum Simon, 1909
- T. pictum (Walckenaer, 1802) – rood visgraatje
- T. pigrum Keyserling, 1886
- T. pilatum Urquhart, 1893
- T. piligerum Frauenfeld, 1867
- T. piliphilum Strand, 1907
- T. pinastri L. Koch, 1872 – dennenkogelspin
- T. pinguiculum Simon, 1909
- T. pinicola Simon, 1873
- T. pires Levi, 1963
- T. piriforme Berland, 1938
- T. plaumanni Levi, 1963
- T. plectile Simon, 1909
- T. plumipes Hasselt, 1882
- T. pluviale Tullgren, 1910
- T. poecilum Zhu, 1998
- T. porphyreticum Urquhart, 1889
- T. positivum Chamberlin, 1924
- T. posticatum Simon, 1900
- T. postmarginatum Tullgren, 1910
- T. praeclusum Tullgren, 1910
- T. praemite Simon, 1907
- T. praetextum Simon, 1900
- T. prominens Blackwall, 1870
- T. proximum Lawrence, 1964
- T. puellae Locket, 1980
- T. pulanense Hu, 2001
- T. pumilio Urquhart, 1886
- T. punctipes Emerton, 1924
- T. punicapunctatum Urquhart, 1891
- T. punongpalayum Barrion & Litsinger, 1995
- T. purcelli O. P.-Cambridge, 1904
- T. pyramidale L. Koch, 1867
- T. pyrenaeum Denis, 1944
- T. qingzangense Hu, 2001
- T. quadratum (O. P.-Cambridge, 1882)
- T. quadrilineatum Lenz, 1886
- T. quadripapulatum Thorell, 1895
- T. quadripartitum Keyserling, 1891
- T. rabuni Chamberlin & Ivie, 1944
- T. rafflesi Simon, 1899
- T. rampum Levi, 1963
- T. ravum Levi, 1963
- T. reinhardti Charitonov, 1946
- T. resum Levi, 1959
- T. retreatense Strand, 1909
- T. retrocitum Simon, 1909
- T. rhodonotum Simon, 1909
- T. ricense Levi, 1959
- T. rossi Levi, 1963
- T. rostriferum Simon, 1895
- T. rothi Levi, 1959
- T. rubiginosum Keyserling, 1884
- T. rubrum (Keyserling, 1886)
- T. rurrenabaque Levi, 1963
- T. ruwenzoricola Strand, 1913
- T. saanichum Chamberlin & Ivie, 1947
- T. sabinjonis Strand, 1913
- T. sadani Monga & Singh, 1989
- T. samoense Berland, 1929
- T. sanctum Levi, 1959
- T. sangzhiense Zhu, 1998
- T. sardis Chamberlin & Ivie, 1944
- T. saropus Thorell, 1887
- T. sciaphilum Benoit, 1977
- T. schlingeri Levi, 1963
- T. schrammeli Levi, 1963
- T. semitinctum Simon, 1914
- T. senckenbergi Levi, 1963
- T. septempunctatum Berland, 1933
- T. serpatusum Guan & Zhu, 1993
- T. sertatum Simon, 1909
- T. setiferum Roewer, 1942
- T. setosum L. Koch, 1872
- T. setum Zhu, 1998
- T. seximaculatum Zhu, 1998
- T. sibiricum Marusik, 1988
- T. sinaloa Levi, 1959
- T. soaresi Levi, 1963
- T. societatis Berland, 1934
- T. solium Benoit, 1977
- T. spinigerum Rainbow, 1916
- T. spinitarse O. P.-Cambridge, 1876
- T. spinosissimum Caporiacco, 1934
- T. squalidum Urquhart, 1886
- T. stamotum Levi, 1963
- T. stannardi Levi, 1963
- T. strepitus Peck & Shear, 1987
- T. striatum Keyserling, 1884
- T. styligerum F.O. P.-Cambridge, 1902
- T. subitum O. P.-Cambridge, 1885
- T. submirabile Zhu & Song, 1993
- T. submissum Gertsch & Davis, 1936
- T. subpingue Simon, 1908
- T. subradiatum Simon, 1901
- T. subrotundum Keyserling, 1891
- T. subvittatum Simon, 1889
- T. sulawesiense Marusik & Penney, 2005
- T. swarczewskii Wierzbicki, 1902
- T. t-notatum Thorell, 1895
- T. taegense Paik, 1996
- T. tahitiae Berland, 1934
- T. tamerlani Roewer, 1942
- T. tayrona Müller & Heimer, 1990
- T. tebanum Levi, 1963
- T. teliferum Simon, 1895
- T. tenellum C.L. Koch, 1841
- T. tenuissimum Thorell, 1898
- T. teresae Levi, 1963
- T. tessellatum Thorell, 1899
- T. teutanoides Caporiacco, 1949
- T. thalia Workman, 1878
- T. theridioides (Keyserling, 1890)
- T. thorelli L. Koch, 1865
- T. tigrae Esyunin & Efimik, 1996
- T. tikaderi Patel, 1973
- T. timpanogos Levi, 1957
- T. tinctorium Keyserling, 1891
- T. todinum Simon, 1880
- T. topo Levi, 1963
- T. torosum Keyserling, 1884
- T. trahax Blackwall, 1866
- T. transgressum Petrunkevitch, 1911
- T. trepidum O. P.-Cambridge, 1898
- T. triangulare Franganillo, 1936
- T. trifile Simon, 1907
- T. trigonicum Thorell, 1890
- T. tristani Levi, 1959
- T. triviale Thorell, 1881
- T. trizonatum Caporiacco, 1949
- T. tubicola Doleschall, 1859
- T. tungurahua Levi, 1963
- T. turanicum Charitonov, 1946
- T. turrialba Levi, 1959
- T. uber Keyserling, 1884
- T. uhligi Martin, 1974 – Uhligs kogelspin
- T. umbilicus Levi, 1963
- T. uncatum F.O. P.-Cambridge, 1902
- T. undatum Zhu, 1998
- T. undulanotum Roewer, 1942
- T. urnigerum Thorell, 1898
- T. ursoi Caporiacco, 1947
- T. urucum Levi, 1963
- T. usitum Strand, 1913
- T. utcuyacu Levi, 1963
- T. valleculum Levi, 1959
- T. vallisalinarum Levy & Amitai, 1982
- T. vanhoeffeni Strand, 1909
- T. varians Hahn, 1833 – gewoon visgraatje
- T. ventricosum Rainbow, 1916
- T. vespertinum Levy, 1985
- T. viridanum Urquhart, 1887
- T. volubile Keyserling, 1884
- T. vosseleri Strand, 1907
- T. vossi Strand, 1907
- T. vossioni Simon, 1884
- T. vulvum Levi, 1959
- T. weberi Thorell, 1892
- T. weyrauchi Levi, 1963
- T. whitcombi Sedgwick, 1973
- T. wiehlei Schenkel, 1938
- T. workmani Thorell, 1887
- T. xianfengense Zhu & Song, 1992
- T. yani Zhu, 1998
- T. yuma Levi, 1963
- T. yunnanense Schenkel, 1963
- T. zantholabio Urquhart, 1886
- T. zebra Caporiacco, 1949
- T. zebrinum Zhu, 1998
- T. zekharya Levy, 2007
- T. zhangmuense Hu, 2001
- T. zhaoi Zhu, 1998
- T. zhoui Zhu, 1998
- T. zonarium Keyserling, 1884
- T. zonatum Eydoux & Souleyet, 1841
- T. zonulatum Thorell, 1890